# Aboncourt (Mosela)
Aboncourt es una comuna francesa situada en el departamento de Mosela, en la región de Gran Este.

## Demografía
| Gráfica de evolución demográfica de Aboncourt entre 2004 y 2019 |
|                                                                 |

Fuentes: INSEE.